# NGC 6812
NGC 6812 este o centimetric radio source⁠(d) situată în constelația Telescopul. A fost descoperită în 9 iulie 1834 de către John Herschel. Se află la o distanță de 57,02 de megaparseci de Pământ.